# Fratelli di sangue (film 2002)
Fratelli di sangue (Glasskår) è un film norvegese del 2002 diretto da Lars Berg.

## Trama
In un paesino tra i fiordi della Norvegia vive Viktor, un “ragazzo sveglio”, come dicono tutti. Viktor ha due amici, Arnor e Roger, e un solo idolo, il fratello Ole Kristian, detto OK, il miglior portiere di hockey della zona. Nella spensieratezza che accompagna l'estremo periodo della sua infanzia, Viktor viaggia con la fantasia assieme ai suoi amici, con i quali progetta di fondare una band: nessuno di loro sa suonare, ma tutti sono sicuri che, anche così, la cosa farà colpo e – soprattutto – procurerà stuoli di ragazze adoranti.
Presto però Viktor si ritroverà ad affrontare una serie di situazioni difficili: tutto inizia durante una partita di hockey. OK ha appena salvato la squadra quando si sente male; quando torna a casa dall'ospedale non sembra più lo stesso. Lentamente Viktor scopre che suo fratello è gravemente malato e che è figlio di un amico di famiglia con il quale la madre ha avuto una breve avventura. Parallelamente dovrà cercare di salvare se stesso e il fratello dalla “Banda dei Motociclisti”, il gruppo di bulli del paese, che si vuole vendicare del fatto che OK ha soffiato la ragazza del capo della banda. Come se ciò non bastasse, al campeggio Viktor si innamora di Sissel, che però ha il potere di intimidirlo… Allora, per la prima volta, Viktor dovrà prendere la situazione in mano e diventare per la prima volta davvero “grande”, invertendo i ruoli e cercando di salvare suo fratello.

## Premi
- 2002 Giffoni Film Festival
  - Grifone D'Oro per il Miglior Film
  - Miglior Attore (Eirik Evjen)
- 2002 Festival di Berlino
  - Orso D'Argento
  - Gran Premio del cinema giovane